# Ханно

35°51′21″ пн. ш. 139°19′40″ сх. д. / 35.85583° пн. ш. 139.32778° сх. д.
Ханно́ (яп. 飯能市, はんのうし, МФА: [hannoː ɕi̥]) — місто в Японії, у префектурі Сайтама.

## Короткі відомості
Розташоване в південній частині префектури, на сході гірського хребта Тітібу. Виникло на основі середньовічного поселення лісорубів. Основою економіки є сільське господарство, обробка деревини, текстильна промисловість, машинобудування, виробництво електротоварів. Станом на 1 жовтня 2008 площа міста становила 193,16 км². Станом на 1 січня 2009 населення міста становило 83 702 осіб.

## Міста-побратими
- Brea, США (1981)
- Такахаґі, Японія (2003)